# Nostra aetate
Nostra aetate (překlad z latiny: „V naší době“) neboli Deklarace o vztahu církve k nekřesťanským náboženstvím je oficiální prohlášení II. vatikánského ekumenického koncilu katolické církve. Byla vyhlášena 28. října 1965 papežem Pavlem VI. Její název pochází z incipitu, prvních slov úvodní věty, jak bývá zvykem. Koncil ji schválil poměrem hlasů 2221 ku 88 hlasům shromážděných biskupů. 
Je to nejkratší ze 16 závěrečných dokumentů koncilu a „první dokument v dějinách katolické církve, který se zaměřuje na vztah katolíků k Židům“. Podobně je Nostra aetate považována za monumentální deklaraci popisující vztah církve k muslimům. „Respektuje Boží působení ve všech hlavních náboženských tradicích.“ Na začátku uvádí svůj cíl, kterým je zamyšlení nad tím, co má lidstvo společného v dnešní době, kdy se lidé sbližují. Přípravu dokumentu z velké části řídil kardinál Augustin Bea jako předseda Sekretariátu pro podporu jednoty křesťanů spolu se svými periti, jako byli Johannes Oesterreicher, Gregory Baum a Bruno Hussar.

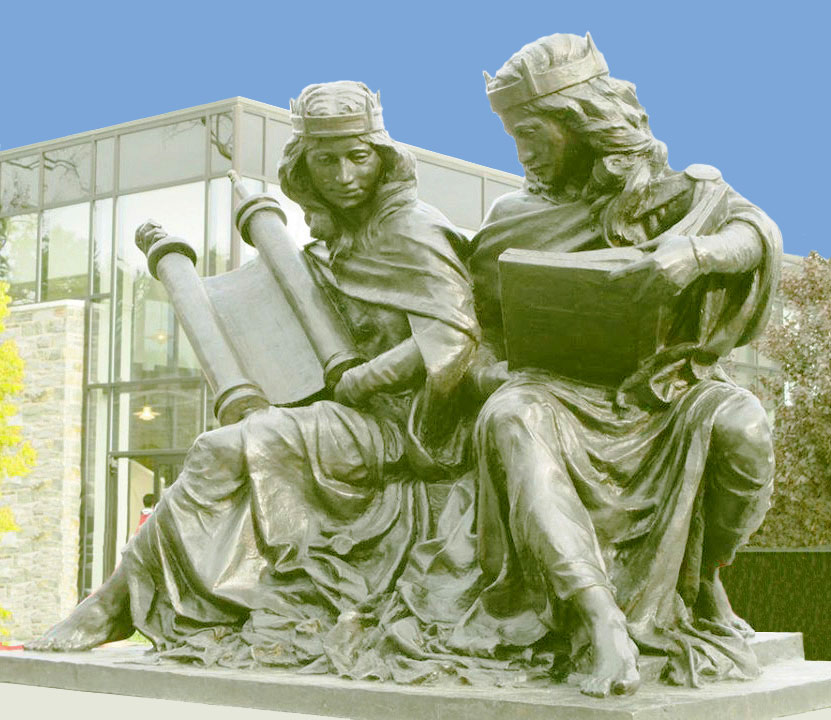
Synagoga a církev v naší době (2015), socha Joshuy Koffmana na jezuitské Saint Joseph's University ve Filadelfii, připomínající Nostra aetate

Po vystoupení Julese Isaaca, Žida francouzského původu, který byl spojen s konferencí Mezinárodní rady křesťanů a Židů v Seelisbergu, v němž tvrdil, že křesťanský antisemitismus připravil půdu pro holocaust, podpořil vstřícný papež Jan XXIII. vytvoření dokumentu, který by se zabýval novým, méně nepřátelským přístupem ke vztahu mezi katolickou církví a rabínským judaismem. Uvnitř církve byli konzervativní kardinálové nedůvěřiví a blízkovýchodní katolíci se proti vytvoření takového dokumentu důrazně postavili. Vzhledem k tomu, že arabsko-izraelský konflikt byl v plném proudu, vlády arabského světa, jako je Egypt (zejména), Libanon, Sýrie a Irák, hlasitě lobbovaly proti jeho vypracování (dokument byl v průběhu svého vypracování vystaven několika únikům informací kvůli zapojení zpravodajských služeb několika států). Za svou stranu lobbovaly také židovské organizace jako Americký židovský výbor (American Jewish Committee), B'nai B'rith a Světový židovský kongres, a to za pomoci liberálních duchovních. Po projití mnoha návrhů bylo dosaženo kompromisů a bylo přidáno prohlášení o islámu, které mělo zmírnit bezpečnostní obavy arabských křesťanů. Nakonec bylo přidáno i prohlášení o východních náboženstvích, buddhismu a hinduismu. 

## Historie dokumentu
Před svou smrtí v roce 1963 napsal papež Jan XXIII. prohlášení, které mělo být ve stanovený den nahlas přečteno ve všech římskokatolických kostelích světa: 
„Dnes si uvědomujeme, že mnoho staletí slepoty zakrylo naše oči, takže už nemůžeme vidět krásu Tvého vyvoleného národa ani rozpoznat v jeho tváři rysy našich privilegovaných bratří. Uvědomujeme si, že na našich čelech stojí Kainovo znamení. Napříč staletími leží náš bratr Ábel v krvi, kterou jsme my natáhli, nebo prolévá slzy, které jsme způsobili tím, že jsme zapomněli na Tvou lásku. Odpusť nám kletbu, kterou jsme falešně přisoudili jejich jménu jako Židů. Odpusť nám, že jsme Tě podruhé ukřižovali v jejich těle. Neboť jsme nevěděli, co jsme udělali. . . .“
Původně se Nostra aetate měla zaměřit pouze na vztah mezi katolickou církví a židovstvím. Než byla přijata konečná verze dokumentu, vzniklo pět různých návrhů. Někteří biskupové a kardinálové vznesli námitky, včetně blízkovýchodních biskupů, kterým byl nový stát Izrael nesympatický. Kardinál Bea se rozhodl vytvořit méně kontroverzní dokument, který by zdůrazňoval ekumenismus mezi katolickou církví a všemi nekřesťanskými náboženstvími. Zatímco hinduismu a buddhismu se dokument věnuje jen stručně, islámu a judaismu jsou věnovány dva z pěti oddílů dokumentu.
| Název                                                  | Datum              | Autor                                                   |
| ------------------------------------------------------ | ------------------ | ------------------------------------------------------- |
| Dekret o Židech (Decretum de Iudaeis)                  | 1. listopadu 1961  | Napsal Sekretariát pro jednotu křesťanů                 |
| O postoji katolíků k nekřesťanům a zvláště k Židům     | 8. listopadu 1963  | Napsal Sekretariát pro jednotu křesťanů                 |
| Dodatek „O Židech“ k „Prohlášení o ekumenismu“         | 1. března 1964     | Napsal Sekretariát pro jednotu křesťanů                 |
| O Židech a nekřesťanech                                | 1. září 1964       | Napsáno Koordinační komisí Druhého vatikánského koncilu |
| Deklarace o vztahu církve k nekřesťanským náboženstvím | 18. listopadu 1964 | Napsal Sekretariát pro jednotu křesťanů                 |
| Doplňky k oddílu 4                                     | 1. března 1965     | Napsal Sekretariát pro jednotu křesťanů                 |

### Před Koncilem:Decretum de Iudaeis, 1960–1962

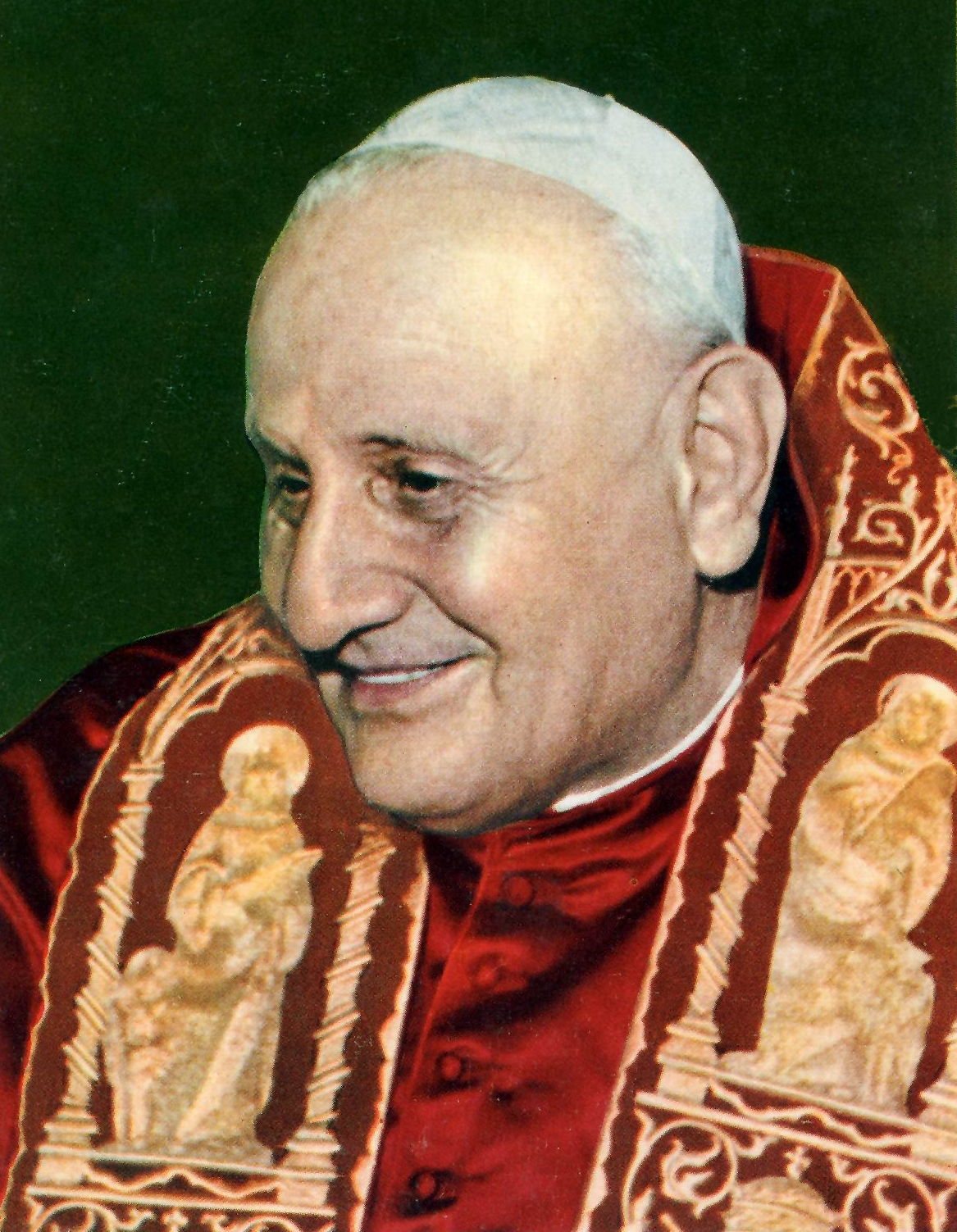
Jan XXIII. se v roce 1960 setkal s Julesem Isaacem, autorem knihy Jésus et Israël. Po tomto setkání nařídil SECU (la. Secretariatus ad Christianorum Unitatem fovendam), aby připravila dokument o katolicko-židovských vztazích pro II. vatikánský koncil.

Konkrétní počátky Nostra aetate lze vysledovat přímo na setkání papeže Jana XXIII. s židovsko-francouzským historikem Julesem Isaacem 13. června 1960. Isaac chtěl, aby se dokument Druhého vatikánského koncilu ve světle holocaustu konkrétně zabýval vztahem mezi katolickou církví a židovstvím. Při setkání s Roncallim použil Isaac diplomatický jazyk a poukázal na čtvrtou kapitolu Katechismu tridentského koncilu, v níž jsou Židé zmíněni v kombinaci s Římany jako „rádci a pachatelé umučení“ a že Katechismus klade konečnou odpovědnost za smrt Ježíše Krista nejen na Židy, ale na prvotní hřích lidstva a „neřesti a zločiny, kterých se lidé dopouštěli od počátku světa až do dnešních dnů a budou se jich dopouštět až do konce časů“. Isaac tedy tvrdil, že i v kontextu katolické doktríny by bylo možné, aby Svatý stolec vydal prohlášení, v němž by se distancoval od hlásání konceptu židovské deicidy (kterému Isaac přičítal značnou část toho, co nazýval „křesťanským antisemitismem“). Roncalli byl takovému návrhu nakloněn více než jeho předchůdci; již dříve jako arcibiskupský apoštolský delegát v Turecku udržoval dlouholeté vztahy s židovskými komunitami a od svého povýšení na papeže v roce 1958 zahájil období „otevřenosti vůči světu“ (tzv. giovanissimo). Již v roce 1959 Roncalli odstranil z velkopáteční modlitby za Židy výraz „perfidní“ (což čeština překládá slovem „proradní“).
Isaac, Žid narozený ve Francii, měl za sebou dlouhou historii aktivit v oblasti židovského etnicko-náboženského problému, která sahala až k Dreyfusově aféře v době jeho dospívání. Před druhou světovou válkou byl členem levicové skupiny CVIA (fr. Comité de vigilance des intellectuels antifascistes) a po válce založil 26. února 1948 spolu s Jacobem Kaplanem, Edmondem Flegem a dalšími Židy narozenými ve Francii organizaci Amitié Judéo-chrétienne de France. Navázal tak na konferenci Mezinárodní rady křesťanů a Židů v Seelisbergu (původně americko-britská iniciativa), která se konala o rok dříve a na níž Isaac vystoupil jako hlavní řečník. V několika dílech, Ježíš a Izrael (1946), Genesis of Anti-Semitism (Geneze antisemitismu) (1948) a The Teaching of Contempt (Učení o opovržení) (1962) – poslední z nich vyšlo na počátku II. vatikánského koncilu –, vyložil Isaac svou hlavní tezi, že „nejnebezpečnější formou antisemitismu je křesťanský antisemitismus“, který nepovažuje za okrajovou anomálii, ale za jeho neodmyslitelný původ od umučení, jak je popisují čtyři evangelisté v evangeliích, přes církevní otce až po současnost. Isaacovo řešení spočívalo v tom, že křesťanství musí „změnit“ svou víru, odstranit ze svého učení jakékoli „učení opovržení“, které představuje rabínské židovství jako odmítané nebo méněcenné, a přijmout nový vztah k Židům. Vikomt Léon de Poncins, francouzský aristokrat a současný katolický kritik Izáka, zastával názor, že Izákovo podání je tendenční, protože v něm chybí uznání protikřesťanských nauk v rámci rabínského judaismu a řešení historických rozporů (tj, Ježíš v Talmudu, Marranos a obvinění z účasti Židů v protikřesťanských revolučních hnutích) a že cílem Isaacových teorií bylo pouze vrhnout pomluvu na katolickou církev a obvinit ji z nespravedlnosti.
Několik dní před setkáním s Izákem 5. června 1960 Jan XXIII. vytvořil Sekretariát pro podporu jednoty křesťanů (SECU), v jehož čele měl stát kardinál Augustin Bea, zkušený německý jezuitský klerik, a jeho tajemníkem byl jmenován nizozemský duchovní, biskup Johannes Willebrands. Tento orgán byl vytvořen proto, aby řešil vztahy mezi katolickou církví a dalšími oddělenými skupinami, které se označují za křesťany. Mnozí periti jmenovaní do sekretariátu byli součástí ekumenického hnutí, a proto měli tendenci podporovat široký a liberální výklad jeho cílů. S prvním plenárním zasedáním SECU v listopadu 1960 byl pod jejich záštitu vložen druhý oficiální mandát: pohled na katolicko-židovské vztahy. Bea hledal pro Dei Judaeis externí názor u židovských představitelů a bylo mu doporučeno, aby se obrátil na Nahuma Goldmanna, předsedu Světového židovského kongresu. Oba muži se setkali na podzim 1960: Goldmann Beovi vysvětlil, že zatímco WJC je této myšlence otevřen, mnozí zastánci ortodoxního judaismu by se jakékoli spolupráci bránili. Někteří ortodoxní rabíni, kteří se z teologických důvodů stejně stavěli proti křesťanství, se také obávali, že by i na ně mohl být vyvíjen nátlak, aby změnili exkluzivistické doktríny, které jsou pro jejich vlastní náboženství zásadní, jako je například jejich nárok na to, že jsou „vyvoleným národem“, a proto se raději neangažovali. Podobně i v samotné katolické církvi se konzervativní složky v kurii a v Doktrinální komisi (s osobnostmi jako kardinál Alfredo Ottaviani a P. Sebastiaan Tromp) stavěly proti práci SECU kvůli tomu, co považovaly za ohrožení katolické nauky náboženským indiferentismem.

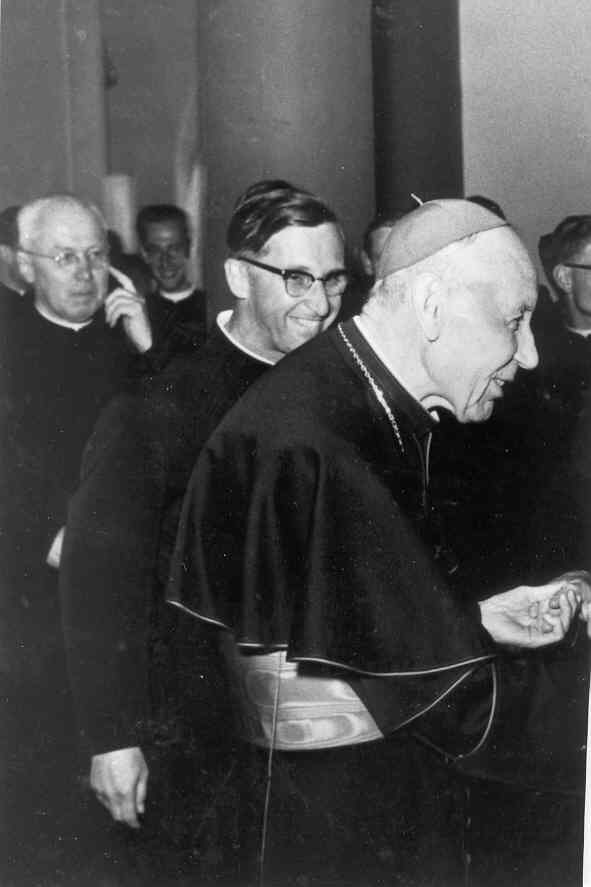
Kardinál Augustin Bea dohlížel na přípravu Nostra aetate z pozice předsedy Sekretariátu pro podporu jednoty křesťanů.

Jestliže převážně latinskokatoličtí konzervativci v rámci římské kurie se stavěli proti jakémukoli dokumentu o Židech z teologických důvodů, pak arabský svět (ať už muslimský nebo křesťanský) se jím zabýval z imanentně politických důvodů, které se týkaly arabsko-izraelského konfliktu. Egypt, tehdy pod vedením Gamála Abdela Násira, se zvláště zabýval všemi vatikánskými dokumenty o Židech, které byly zveřejněny od doby Izákovy návštěvy u Roncalliho v roce 1960. Voice of the Arabs (Hlas Arabů) se sídlem v Káhiře tento krok přičítal „sionistickému spiknutí, které má za cíl využít vatikánského koncilu k dalšímu útlaku palestinských uprchlíků.“ Libanonské a egyptské velvyslanectví v Římě daly Vatikánu najevo své stížnosti. Navzdory tomu Roncalli povolil SECU pod vedením Bea pokračovat v práci na dokumentu o židovsko-katolických vztazích. Bea se v roce 1961 v Římě otevřeně setkal s Ralphem Friedmanem a Zacariahem Shusterem z American Jewish Committee (Americký židovský výbor) a vyzval je k předložení memoranda o protižidovských prvcích v katolických učebnicích a liturgii. AJC odpověděl SECU dvěma dokumenty: „Obraz Žida v katolickém učení“ od Judith Banki a pak ‚Protižidovské prvky v katolické liturgii‘, v nichž nastínili změny v církevním učení a praxi, které chtěli, aby plánovaný koncil provedl. V rámci toho Bea také souhlasil, že se v listopadu 1961 sejde s Abrahamem Joshuou Heschelem z amerického židovského teologického semináře (Jewish Theological Seminary of America) a Maxem Horkheimerem z Frankfurtské školy, aby s nimi projednal nové přístupy církve k Židům.
Vzhledem k tomu, že kuriální konzervativci – převážně z Itálie a Španělska – a arabští křesťané byli nyní v pozadí, byl prezentován jiný přístup: bezpečnost křesťanů na Blízkém východě. Roncallimu bylo předloženo, že nesmí být učiněno nic, co by ohrozilo postavení katolické církve na Blízkém východě, a že církev má pastorační odpovědnost především za to, aby křesťané na Blízkém východě mohli nerušeně praktikovat svou víru (jakákoli pomoc Židům byla pravděpodobně vnímána jako předstupeň uznání státu Izrael Svatým stolcem). Namísto dokumentu, který by se zabýval pouze židovstvím, by mělo být připraveno obecné prohlášení o nekřesťanských náboženstvích a v každém případě by měl být případný koncil odložen přinejmenším do roku 1965, argumentovali. Místo aby Roncalli přistoupil na jejich požadavky, pokračoval ve svém projektu s dvojnásobným nasazením. Prohlásil, že koncil bude svolán v následujícím roce a řešení židovsko-katolických vztahů bude předloženo ústřední přípravné komisi. Americký židovský časopis Commentary Magazine v článku zveřejněném v roce 1965 také tvrdil, že Roncalli hodlá po koncilu zřídit stálý sekretariát pro vztahy s Židy, že samotný SECU bude stálý a že nekřesťanští poradci se budou moci účastnit koncilu a budou mu moci předkládat dokumenty, přestože nebudou členy katolické církve.
Pod Beou pracovali čtyři klerikové: Johannes Oesterreicher, Gregory Baum, Leo Rudloff a Georges Tavard. Němec Karl Thieme, který se na přípravě návrhu nepodílel, měl díky debatám, které spolu vedli, velký vliv na Oesterreicherovu intelektuální orientaci. Po několika setkáních na Seton Hall University v New Jersey skupina vypracovala pro Bea studijní dokument „Otázky týkající se Židů“ (Questiones de Iudaeis), který byl správně koncipován jako „Dekret o Židech“ (Decretum de Iudaeis), přičemž nejvýrazněji se na něm podílelo Oesterreicherovo pero. Dokument byl dokončen v listopadu 1961. Vnější tlak na katolickou církev, aby se podřídila duchu doby (Zeitgeist) a vydala výslovné prohlášení o židovství, zesílilo také setkání v Novém Dillí v prosinci 1961, kde Světová rada církví (významná ekumenická organizace ovládaná protestanty) vydala výslovné prohlášení, v němž uvedla, že „historické události, které vedly k ukřižování, by neměly být prezentovány tak, aby na dnešní židovský národ připínaly odpovědnost, která patří k našemu korporativnímu lidstvu.“ Polemika se vyostřila, protože egyptská média, jako například Al Gomhuria, tvrdila, že Beaovo rodové jméno je „Behar“ a že je židovského původu. Skutečně potvrzený židovský původ konvertitů, kteří se podíleli na sepsání dokumentu pod vedením kardinála Bea; Oesterreichera a Bauma; byl rovněž zdůrazňován jako důkaz údajného „sionistického spiknutí“.

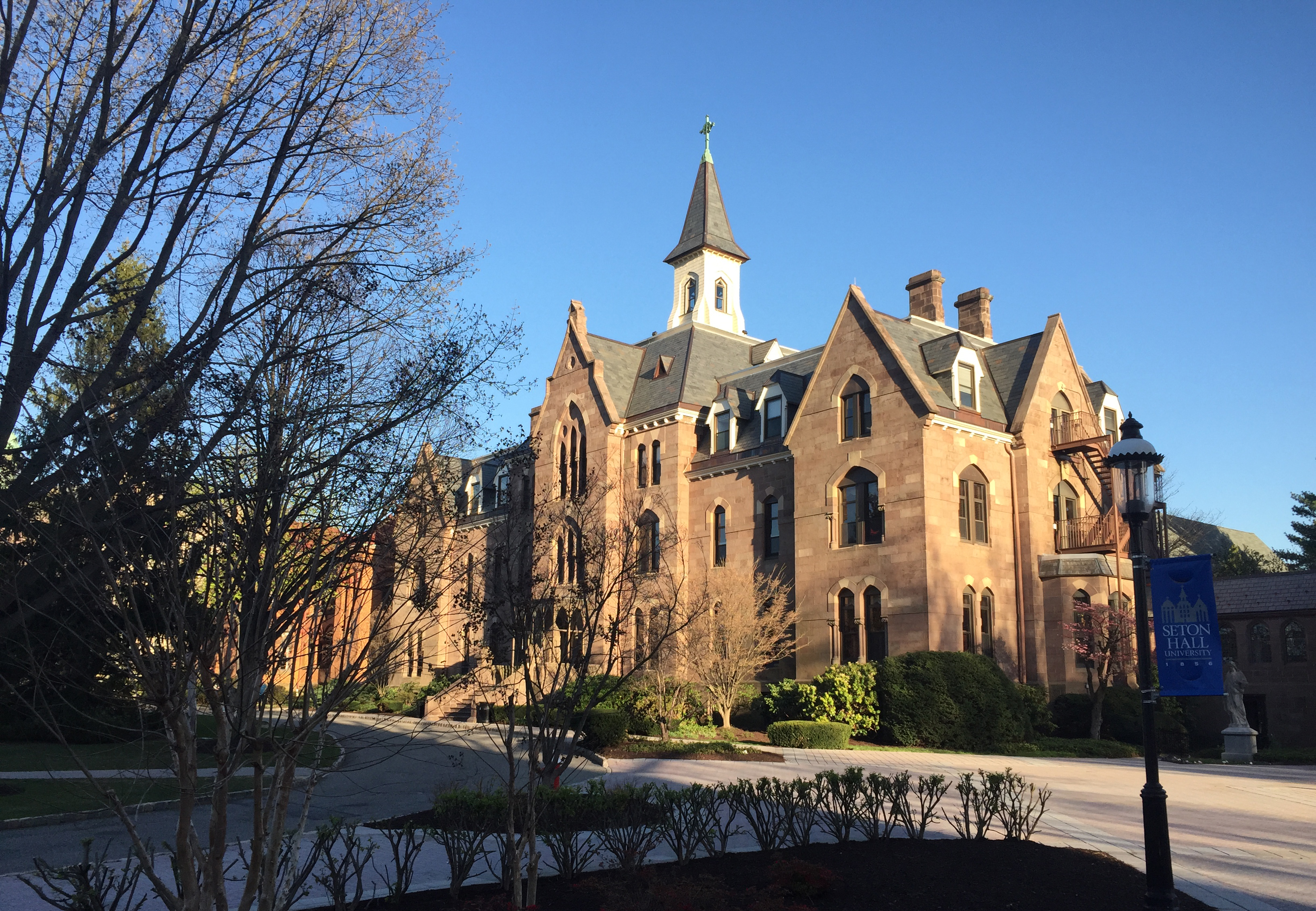
Seton Hall University v New Jersey ve Spojených státech, kde bylo v roce 1961 sepsáno Decretum de Iudaeis. Židovský konvertita a peritus II. vatikánského koncilu Johannes Oesterreicher zde v roce 1953 založili Institut židovsko-křesťanských studií.

Původní návrh Decretum de Iudaeis vypracoval SECU v listopadu 1961. Vlastní text dokumentu měl čtyři odstavce, velká část prvního odstavce byla pro všechny frakce nekontroverzní, neboť zdůrazňovala kontinuitu katolické církve s patriarchy a proroky Izraele před příchodem Ježíše Krista a povahu církve jako duchovního pokračování smlouvy starověkého Izraele s bohem Abrahámovým (jediná kritika konzervativních složek se týkala relevance starozákonního judaismu pro dokument o vztazích s moderním rabínským judaismem zaměřeným na Talmud). Velká část sporů o vlastní text Decretum de Iudaeis se zakládala na novátorských výkladech 11. kapitoly listu Římanům – Řím 11 (Kral, ČEP), jimiž byla zdůvodňována věta „bylo by nespravedlivé nazývat tento lid prokletým, neboť je velmi milován pro Otce a pro sliby, které mu byly dány“. Na rozdíl od 27. kapitoly Matoušova evangelia – Mt 27 (Kral, ČEP), kde se hovoří o prokletí krve, na které tradičně upozorňovali mnozí církevní otcové a učitelé církve. Text, který se rovněž odvolával na 11. kapitolu listu Římanům, rozvíjel eschatologická témata v souvislosti s konečným spojením Židů s církví. Tento nový výklad 11. kapitoly listu Římanům vypracoval Karl Thieme (dlouholetý dopisovatel Johannese Oesterreichera, jednoho z hlavních peritů a autorů návrhu SECU za Bea), průkopník katolicko-židovského mezináboženského dialogu od konce 30. let 20. století a přispěvatel do Freiburger Rundbrief Gertrudy Lucknerové. Podle Johna Connellyho, autora knihy From Enemy to Brother (2012), si Oesterreicher pro návrh přímo vypůjčil Thiemeho vizi 11. kapitoly listu Římanům, kterou formuloval pro ekumenický kongres v Evanstonu v roce 1954 (Thieme byl zase ovlivněn Karlem Barthem a Barth ji údajně čerpal od Moše ben Maimonida). Kromě toho závěrečný, necitovaný odstavec v této verzi návrhu tvrdil, že „kdo tímto lidem pohrdá nebo ho pronásleduje, ubližuje katolické církvi“.
V červnu 1962 Světový židovský kongres z vlastní iniciativy jmenoval Dr. Chaima Wardiho, izraelského poradce na izraelském ministerstvu pro náboženské záležitosti, „neoficiálním židovským pozorovatelem“ na koncilu. Izraelské ministerstvo zahraničí pod vedením Goldy Meirové to veřejně podpořilo. Záležitost se stala známou jako „Wardiho aféra“ a způsobila politickou krizi Vatikánu pod vedením Roncalliho, který tvrdil, že dokument nemá žádné politické důsledky a že jde o podporu přátelských náboženských vztahů. Během pěti dnů po Wardiho „jmenování“ kardinál Amleto Giovanni Cicognani jako sekretář ústřední přípravné komise stáhl schéma Decretum de Iudaeis z programu jednání (jako kardinál státní sekretář byl na diplomatické otázky obzvláště citlivý), aby nikdy nebylo v této podobě předloženo koncilu jako celku. I když bylo židovské schéma z programu prvního zasedání II. vatikánského koncilu vyřazeno, tato otázka neutichla, neboť liberálové, počínaje působením kardinála Achilla Liénarta, se hned na počátku výrazně zasadili o celkové směřování koncilu. Možnost židovského dokumentu se stále vznášela nad jeho odpůrci. V říjnu 1962, při zahájení koncilu, byl všem přítomným anonymně rozeslán dokument nazvaný Il Complotto contro la Chiesa („Spiknutí proti církvi“) pod pseudonymem Maurice Pinay. Konkrétní autorství dokumentu, který údajně financoval Egypt a živly v severní Itálii, zůstává záhadou. Dokument byl původně napsán ve španělštině a je potenciálně společným dílem mexického původu; některé italské prameny připisují šíření dokumentu na koncilu částečně otci Joaquínu Sáenzovi y Arriagovi, mexickému knězi a bývalému jezuitovi. Dokument varoval členy koncilu před ostražitostí, přičemž osmisetstránková polemika tvrdila, že od dob Krista po dobu 1900 let judaismus pracoval na svržení křesťanství a katolické církve, a tvrdila, že se „Satanova synagoga“ podílí na každé větší herezi, a také podporovala „nepřátele“, jako je zednářství a komunismus.

### Druhé zasedání Koncilu, 1962–1963
Od prvních setkání s Beou v roce 1962, po nichž následovala řada dalších setkání, včetně významného setkání v sídle AJC v New Yorku 31. března 1963, se rabín Abraham Joshua Heschel stal hlavní osobností, která jménem Amerického židovského výboru vyjadřovala Vatikánu náboženské názory Židů během Druhého vatikánského koncilu. Do kontaktu s Beou se dostal prostřednictvím svého žáka, rabína AJC Marca Tanenbauma. Heschel, spojený s konzervativním judaismem, se rovněž živě zajímal o židovskou mystiku. Heschel se nebál angažovat v politice, zapojil se do amerického hnutí za občanská práva a protestoval proti válce ve Vietnamu. Jeho memorandum jménem Amerického židovského výboru s názvem „O zlepšení katolicko-židovských vztahů“ mělo významný vliv na jednání Beova sekretariátu. Setkání v New Yorku se zúčastnili také Beův tajemník Msgr. Johannes Willebrands a Fr. Felix Morlion, prezident římské univerzity Pro Deo. Večer po zasedání AJC byla na Beovu počest uspořádána v newyorském hotelu Plaza opulentní večeře. Zúčastnilo se jí více než 400 židovských, protestantských a katolických představitelů. Kromě Herschela a Bey byli přítomni i další významní představitelé, mimo jiné generální tajemník OSN U Thant a předseda Valného shromáždění OSN Muhammad Zafarullah Khan, američtí kardinálové Richard Cushing a Francis Spellman a také Nelson Rockefeller jako guvernér státu New York. Podle Lazare Landaua, píšícího v Tribune Juive, se podobná, ale diskrétnější setkání uskutečnila ve Francii mezi P. Yvesem Congarem a židovskou komunitou v Centre communautaire de le Paix ve Štrasburku.

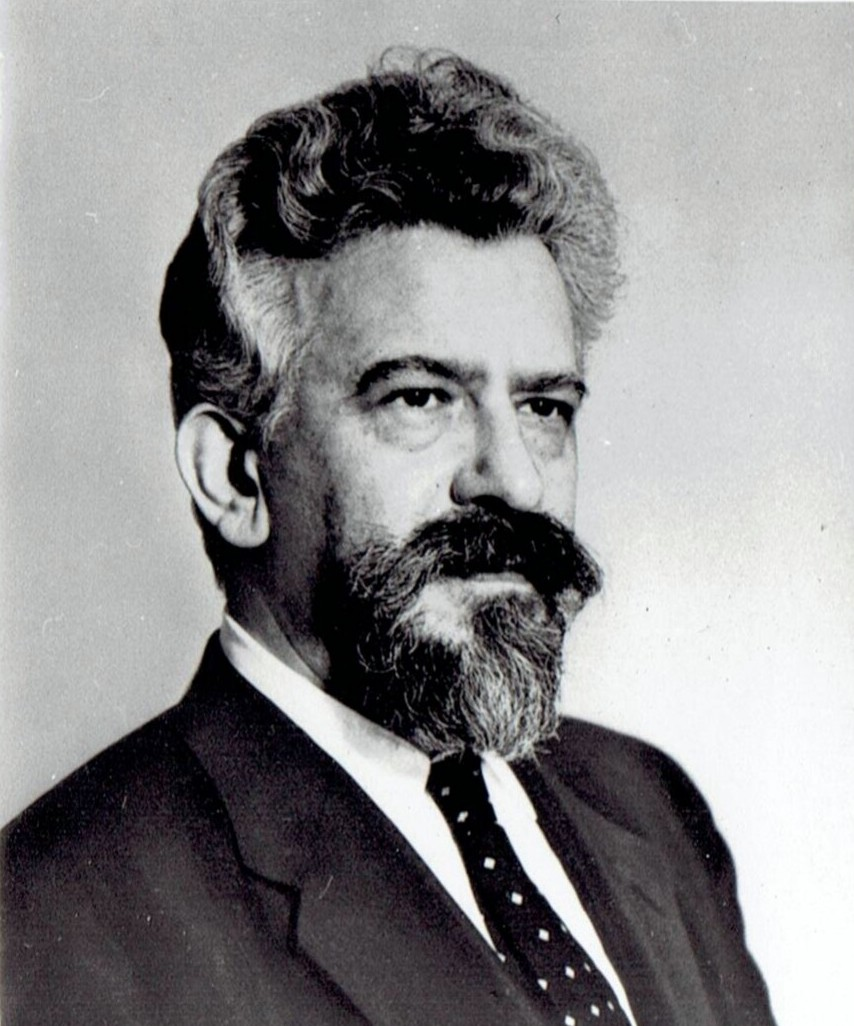
Rabín Abraham Joshua Heschel při přípravě dokumentu úzce spolupracoval s kardinálem Beou. Byl vybrán Americkým židovským výborem, aby zastupoval stanovisko judaismu.

Hlavním cílem Heschela a židovské strany bylo podpořit změnu katolické prezentace židovské odpovědnosti za soud a ukřižování Ježíše Krista (což je někdy označováno jako židovská deicida). Kromě toho chtěla židovská strana zastavit jakékoli snahy o konverzi Židů ke křesťanství, ať už mírové či nikoli. Kardinál Bea byl sice velmi vstřícný, ale snaha představit to v rámci katolické doktrinální ortodoxie, kterou by to vyžadovalo, aby to prošlo koncilem, se ukázala jako obtížně dosažitelná, a to z několika důvodů. Konkrétně Matoušovo evangelium zmiňuje kletbu krve a Janovo evangelium mnoho podobných témat. Kromě toho magisterium katolické církve tradičně potvrzovalo Extra Ecclesiam nulla salus a že smlouva s Bohem od Ježíše Krista byla uzavřena výhradně s křesťany a že katolická církev je novým Izraelem (nahrazuje jakoukoli starou smlouvu založenou na předcích; činí židovské obřady neplatnými). Toto učení prošlo v průběhu mnoha staletí evangeliem, mnoha církevními otci, učiteli církve a ekumenickými koncily, nicméně kardinál Bea s Roncalliho požehnáním hodlal na druhém zasedání prosadit tyto navrhované změny. Bylo rozhodnuto, že po neúspěchu v souvislosti s Wardiho aférou bude schéma, nyní nazvané „O postoji katolíků k nekřesťanům a zvláště k Židům“, začleněno jako čtvrtá kapitola pod dokument „O ekumenismu“; to byl sice menší neúspěch, ale přesto byl jeho navrhovatel spokojený, protože vypracování tohoto dokumentu také spadalo pod Beův sekretariát.
V roce 1963 vyšla kontroverzní hra německého spisovatele Rolfa Hochhutha s názvem The Deputy (Náměstek), která zpopularizovala téma narážky na „lhostejnost“ papeže Pia XII. k masovému vyvražďování Židů nacistickým Německem během druhé světové války. Hra, urážející citlivost katolíků, vedla k odmítnutí ze strany bývalého poradce Pia XII. milánského arcibiskupa Giovanniho Montiniho. Kromě toho Oesterreicher v Americe napsal a přímo oslovil AJC a B'nai B'rith a vyzval je, aby se proti hře vyslovili. Před začátkem druhého zasedání v červnu 1963 zemřel Jan XXIII. a uprostřed koncilu se konalo papežské konkláve 1963. Několik let po smrti Jana XXIII. byla v časopise Commentary (spojeném s AJC) zveřejněna „Modlitba za Židy“, připisovaná papeži Janu XXIII. a odstartovala tak fámu, že Roncalli ji chtěl před svou smrtí přečíst, ale církev tomu zabránila. Autor, jistý „F. E. Cartus“, tvrdil, že modlitba obsahovala verše: „Uvědomujeme si, že Kainovo znamení stojí na našich čelech. Napříč staletími leží náš bratr Ábel v krvi, kterou jsme natáhli, nebo prolévá slzy, které jsme způsobili tím, že jsme zapomněli na tvou lásku“ a „Odpusť nám kletbu, kterou jsme falešně přisoudili jejich jménu jako Židé. Odpusť nám, že jsme Tě podruhé ukřižovali v těle.“ Novinář Joseph Roddy tvrdil – v článku v časopise Look z roku 1966 o debatě o Židech během Druhého vatikánského koncilu – že tato modlitba je výmyslem Malachiho Martina, jednoho z peritů, který pracoval pod kardinálem Beou, jezuitským knězem, jenž byl známý svou kritikou katolické hierarchie a své kritiky publikoval pod řadou pseudonymů. Roddy poukázal na dva aktuální a odměněné články z roku 1965, které byly napsány pod pseudonymem F. E. Cartus, jeden pro Harper's Magazine a jeden pro časopis Amerického židovského výboru (AJC) Commentary.
Roddy tvrdil, že do newyorského tisku unikly kusé informace, které podrobně popisovaly pochybení Koncilu ve vztahu k Židům pod pseudonymem Puškin. Roddy tvrdil, že dvě neidentifikované osoby jsou jedna a tatáž osoba – „mladý klerik, který se stal novinářem“, a „jezuita irského původu pracující pro kardinála Bea ..., který působil v Biblickém institutu“ – obrazně ho označil jako Timothy O'Boyle-Fitzharris, SJ, aby neprozradil pravou identitu svého zdroje. Ve své knize z roku 2007 Spiritual Radical: Abraham Joshua Heschel in America, Edward K. Kaplan potvrdil, že Martin spolupracoval s Americkým židovským výborem během zasedání koncilu „ze směsice motivů, jak vznešených, tak i nevážných. ... Především [radil] výboru v teologických otázkách, ale poskytoval také logistické informace a kopie zakázaných dokumentů“. V knize je potvrzeno, že Martin používal pseudonymy Forest a Puškin. Kaplan připouští, že knihu Poutník od Michaela Serafiana si u Martina vyžádal Abraham J. Heschel, který zařídil, aby ji vydalo nakladatelství Farrar, Straus and Giroux Rogera W. Strause, Jr. Byla vydána v naději, že ovlivní jednání v koncilu. Jakmile byla odhalena identita Martina jako autora, vedlo to k protestům „a kniha musela být stažena z oběhu se značnými finančními ztrátami pro vydavatele“. Kaplan nakonec uvádí, že Martin byl hlavním zdrojem informací pro Josepha Roddyho při psaní jeho článku pro časopis Look z roku 1966 a že O'Boyle-Fitzharris byl ve skutečnosti Martin. Kaplan hodnotí Roddyho článek jako „nebezpečně zavádějící [kvůli] důvěryhodnosti, kterou dodává tvrzení, že bez organizovaného židovského tlaku by prohlášení rady o Židech nebylo přijato“.
Giovanni Montini (který přijal papežské jméno Pavel VI.) vzešel z konkláve v roce 1963 jako kandidát kontinuity Jana XXIII. pro koncil; konzervativní složky v kurii podporovaly kardinála Ildebranda Antoniuttiho a radikálnější liberální složky navrhovaly kardinála Giacoma Lercaro, ale na návrh kardinálů Fringse a Liénarta se rozhodly pro Montiniho. Montini potvrdil, že mandát kardinála Bea k řešení judaismu byl obnoven.
Druhé zasedání koncilu začalo na podzim 1963 a 8. listopadu 1963, kdy byl koncilním otcům rozdán dokument „O ekumenismu“ včetně jeho čtvrté kapitoly „O postoji katolíků k nekřesťanům a zvláště k Židům“ a páté kapitoly „O náboženské svobodě“, si liberálové věřili, protože v ostatních oblastech druhého zasedání získali. Členové římské kurie, kteří se obávali, že kapitoly obsahují kacířství, se soukromě obrátili na Pavla VI. s vážnými obavami a obvinili kolegialisty, že Bea de facto ustanovili „druhým papežem“. Byl také zveřejněn dokument „Židé a koncil ve světle Písma a tradice“, v němž se argumentovalo, že kapitoly jsou heretické. Kromě toho měl Pavel VI. 4. ledna 1964 navštívit svatá místa ve východním Jeruzalémě (tehdy v držení Jordánského království), kde se měl setkat s konstantinopolským pravoslavným patriarchou Athenagorem I. s ekumenickým cílem urovnat schizma mezi katolicismem a pravoslavím. Členové kurie proto tvrdili, že schválení kontroverzní kapitoly o Židech by tuto snahu ohrozilo a 400 000 pravoslavných křesťanů v arabském světě (včetně mnoha palestinských křesťanů) by se téměř jistě postavilo proti jakémukoli sjednocení s Římem. První až třetí schéma by mělo být předloženo k posouzení a později (do konce druhého zasedání zbývaly pouhé dva týdny) by se mělo znovu přistoupit k posouzení čtvrtého a pátého schématu. Taktika zdržování zabrala, a když se druhé zasedání uzavřelo, aniž by se o této otázce hlasovalo, moderátor, kardinál Gregorio Pietro Agagianian, se k budoucímu přezkumu kapitol nevyjádřil.

### Třetí zasedání Koncilu, 1963–1964

#### Revize „střední cesty“ kardinála Cicognaniho

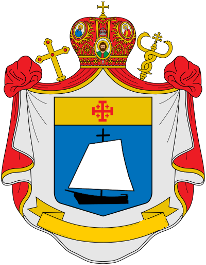
Erb arabského katolického představitele, arcibiskupa melchitské řeckokatolické církve Maximose V. Hakima, který podal zprávu Pavlu VI. a varoval před údajnou „dechristianizací“ pod izraelskou vládou.

Ve Spojených státech, kde se v 60. letech 20. století centralizovala politická moc Západu a kde většina amerických biskupů zastoupených na koncilu byla přesvědčenými zastánci prožidovského prohlášení a deklarace o náboženské svobodě – s výjimkou kardinála Jamese Francise McIntyra –, se v Národní katolické radě pro sociální péči projevilo znepokojení nad způsobem, jakým druhé zasedání skončilo. Během návštěvy Pavla VI. ve východním Jeruzalémě krátce projížděl tehdejším státem Izrael, ale zabředl do obhajoby záznamů Pia XII. ve světle Náměstka (The Deputy) a pronesl projev, v němž doufal, že Židé konvertují ke křesťanství. Jeruzalémský arcibiskup Maximos V. Hakim z melchitské řeckokatolické církve při té příležitosti předal papeži dokument, který měl ukazovat „pomalý, ale záměrný proces dechristianizace“ zahájený izraelskou vládou. Obavy amerických biskupů o osud dokumentu sdíleli i dva světští židovští kontaktní body amerických biskupů, a tedy i Vatikánu: Zacariah Shuster z AJC a Joseph L. Lichten z Ligy proti hanobení (Anti-Defamation League) B'nai B'rith (Frith Becker ze Světového židovského kongresu také sledoval průběh jednání, ale po rozpakech způsobených Wardiho aférou ustoupil do pozadí). Ve sporné otázce deicidy se za židovské stanovisko zasazovali zejména kardinálové Joseph Ritter, Albert Gregory Meyer, Richard Cushing a Francis Spellman, stejně jako arcibiskup Patrick O'Boyle a biskup Stephen Aloysius Leven; měli také podporu Katolické mediální asociace. Určitá naděje se obnovila poté, co šest členů AJC v čele s Rose Sperryovou absolvovalo v Římě audienci u Pavla VI. a ten osobně souhlasil s názory kardinála Spellmana v otázce deicidia.
Nový návrh dokumentu byl připraven v období od ledna do září 1964. Pavel VI. nařídil SECU, aby se v něm objevila zmínka o islámu a obecná zmínka o nekřesťanských náboženstvích (v naději, že se zmírní obavy arabského světa; jak východních katolíků, tak arabských vlád). Rovněž měly být odstraněny všechny zmínky o tolik sporné otázce „zbožštění“ kvůli obavám, které s ní měla konzervativní frakce. To představovalo pro kardinála Bea a jeho periti problém, protože pokud by souhlasil s tím, aby se dokument týkal obecně nekřesťanských náboženství, pak by se dalo velmi snadno argumentovat tím, že jeho vypracování by mělo spadat pod nově vytvořený Sekretariát pro nekřesťany pod vedením kardinála Paola Marelly, Beova konzervativního odpůrce, a pokud by SECU odmítl provést změny, vrátil by se přirozeně zpět ke Koordinačnímu výboru kardinála Cicognaniho (kurialista, zastávající papežovu agendu). Nakonec Bea souhlasil s odstraněním termínu „deicida“, ale odložil na Koordinační výbor doplnění výroků o jiných nekřesťanských náboženstvích. Když byl dokument nyní pod Koordinačním výborem, došlo k určité restrukturalizaci: diskrétně se vyhnul tomu, aby se podrobnosti dozvěděli zejména američtí kardinálové. Nová verze zdůrazňovala, stejně jako úplně první návrh, křesťanství jako dědice proroků, patriarchů a smlouvy Starého zákona, vyjadřovala naději, že Židé nakonec konvertují ke katolické církvi (a proto by se katolická kázání a katecheze, měly vyhnout očerňování Židů). Rovněž se v něm uvádělo, že církev, „stejně jako přísně odsuzuje jakoukoli křivdu páchanou na lidech kdekoli na světě, odsuzuje a lituje také nenávist a špatné zacházení se Židy.“
Dne 12. června 1964 „unikla“ do deníku The New York Times zpráva, že z dokumentu byla vyškrtnuta otázka deicidy. Celé části důvěrného dokumentu se objevily v New York Herald Tribune. Podle Edwarda Kaplana, autora knihy Spiritual Radical: Abraham Joshua Heschel in America, 1940–1972, si AJC zajistila tajného „krtka“ či „dvojitého agenta“ v Beaově sekretariátu, excentrického jezuitského kněze Malachiho Martina. V rámci své činnosti Martin pod jménem „Pushkin“ vyzradil AJC a newyorským médiím (zejména The New York Times, New York Herald Tribune a Time Magazine) důvěrné informace o průběhu přípravy dokumentů. Shuster o Martinovi ve zprávách mluvil jako o „Heschelově mladém příteli“. V květnu 1964 vyšlo pod pseudonymem „Michael Serafian“ zasvěcené „vyprávění“ o koncilu pod názvem Poutník (The Pilgrim). Toto dílo vydal Malachi Martin na přání Abrahama Joshuy Heschela v nakladatelství Farrar, Straus and Giroux Rogera Strause. Znevažoval křesťanství a tvrdil, že „nikdo, kdo si je vědom toho, co vytvořilo moderní Evropu, nemůže popřít, že hranici a krematoria, mefitický kouř a zápach vyhlazovacích táborů v nacistickém Německu byly, když ne logickým vyústěním, tak alespoň jedním z extremistických důsledků obvyklého křesťanského postoje k Židům.“ Přibližně v této době zprostředkoval Msgr. George G. Higgins audienci u Pavla VI. pro Arthura Goldberga, velvyslance Spojených států při OSN. A poté kardinál Cushing zprostředkoval setkání Pavla VI. se Shusterem, na němž byl přítomen i Heschel. Papež a Heschel se střetli, protože druhý jmenovaný požadoval, aby byla znovu zařazena témata odmítající obvinění z deicidy a krevní vinu a zakazující veškerý křesťanský proselytismus vůči Židům, na což Pavel VI. nechtěl přistoupit. Shuster poněkud v rozpacích promluvil s Pavlem VI. diplomatičtěji ve francouzštině, aby Heschela odstřihl (jako světskému člověku Shustera otázka proselytismu tolik netrápila). Stejně jako před ním Jules Isaac se i Heschel odvolával na holocaust, když v článku ze září 1964 napsal: „Jsem připraven kdykoli jít do Osvětimi, pokud budu postaven před alternativu obrácení nebo smrti.“

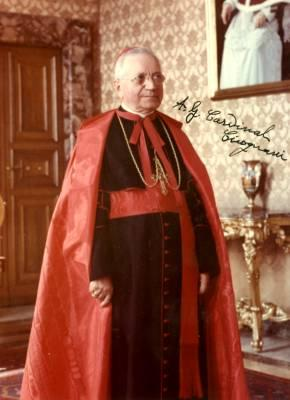
Přepracovaná „střední cesta“ kardinála Amleta Giovanniho Cicognaniho ze září 1964, kterou upřednostňoval Pavel VI., znepřátelila obě strany debaty.

Svůj postoj k obecnému směřování koncilu dal Pavel VI. najevo encyklikou Ecclesiam suam ze srpna 1964, v níž se snažil vylíčit opatrný reformátorský postoj. Varoval před relativismem a dokonce modernismem a vytyčil dialog se světem, který stále směřoval k ideálu obrácení nekatolíků, ale v praktické rovině se zasazoval o spolupráci při obraně „náboženské svobody, lidského bratrství, dobré kultury, společenského blahobytu a občanského řádu.“ Poprvé během třetího zasedání II. vatikánského koncilu byl obsah návrhu schématu „O Židech a nekřesťanech“ skutečně projednáván koncilními otci od 28. září 1964 a trval dva dny. „Středový“ přístup revize Pavla VI. a Cicognaniho (s odstraněným slovem deicida a zařazením zmínky o islámu, hinduismu a buddhismu) se sice snažil vyhovět všem frakcím, ale podařilo se mu přitom všechny strany odcizit. Kardinál Ernesto Ruffini, arcibiskup z Palerma zastupující konzervativní frakci, která se při odmítnutí dokumentu obávala o katolickou doktrinální integritu, varoval před „talmudským učením“ a na pódiu prohlásil; „Je jasné, že křesťané milují Židy, neboť takový je zákon křesťanů, ale Židy je třeba nabádat, aby nás přestali nenávidět a považovat nás za opovrženíhodná zvířata.“ Jako vždy se proti jakémukoli dokumentu o Židech vyslovili také katoličtí představitelé z arabského světa, mj.: kardinál patriarcha Ignatius Gabriel I Tappouni ze syrské katolické církve, patriarcha Maximos IV. Saïgh a biskup Joseph Tawil z melchitské řeckokatolické církve a arcibiskup Nasrallah Butrus Sfeir z maronitské církve. Jejich názor lze shrnout výrokem arcibiskupa Sfeira: „Takovým prohlášením nesmíme oslavovat Židy, jen bychom vzbudili arabskou nevraživost a potíže pro biskupy žijící v arabských zemích.“
Spojené liberalizující frakce v čele s Porýnskou aliancí a americkými kardinály zastávaly různé přístupy, ale nakonec měly stejný cíl. Jedna skupina, kterou tvořili kardinálové Joseph Ritter ze Saint Louis, Albert Gregory Meyer z Chicaga, Franz König z Vídně a Achille Liénart z Lille (podporovaná biskupy Elchingerem a Méndezem Arceem), vystoupila na pódium a jasně se vyslovila proti „rozmělněné“ revizi Pavla VI. a Chicognaniho a podpořila plný návrat k předchozímu návrhu, jehož autorem byl kardinál Bea a SECU, přičemž v něm bylo jasně obsaženo odmítnutí tématu deicidy Židů jakékoli generace. Druhá skupina, kterou tvořili kardinálové Richard Cushing z Bostonu, Giacomo Lercaro z Boloně a Paul-Émile Léger z Montrealu (podporovaní biskupy Niermanem, Daem, Jaegerem, Pocockem a O'Boylem), místo toho navrhla, aby byl nový návrh přijat, aby se dostal do hry, ale pozměněn tak, aby zahrnoval otázku deicidy a výslovné odsouzení toho, co nazývali „pronásledováním a nespravedlností“ vůči Židům v průběhu věků až do současnosti. Dva Američané, biskup Leven a arcibiskup O'Boyle, zaujali k tomuto tématu nejradikálnější postoj a navrhli, aby dokument odmítl jakoukoli naději na konverzi Židů ke křesťanství, přičemž koketovali s tématy univerzální spásy, respektive teologie dvojí smlouvy. Anglický westminsterský arcibiskup kardinál John Heenan se na tiskové konferenci následujícího dne rovněž vyslovil ve prospěch liberální frakce. V otázce deicidy připustil, že „Ježíš Kristus byl sanhedrinem odsouzen k smrti“, ale „židovský národ jako takový nemůže být činěn vinným za Kristovu smrt“. Potvrdil, že „udělá vše, co [může], aby uspokojil přání [svých] židovských přátel.“ Dokument byl 29. září 1964 vrácen SECU k doplnění s více než 70 návrhy.

#### Dopisy kardinála Feliciho, vrácení do SECU
Politická reakce byla okamžitá: Salah al-Din al-Bitar, baasistický premiér Sýrie, oznámil, že „světový sionismus a Izrael se snaží mobilizovat katolíky proti Arabům“ a že toto prohlášení „nelze považovat za čistě náboženskou záležitost“. Charles Helou, libanonský prezident, zařídil, aby deset biskupů z Levanty a severní Afriky poslalo papeži telegram, v němž uvedli, že „evangelia jasně učí o židovském zločinu deicidy. V této záležitosti židovského prohlášení jasně vidíme intriky sionistické politiky.“ Podobné prohlášení učinila na naléhání egyptské vlády i koptská pravoslavná církev v Alexandrii. Politické důsledky dokumentu byly soukromě projednávány na káhirské konferenci Hnutí nezúčastněných zemí v říjnu 1964 mezi syrskými, libanonskými a egyptskými delegáty. Bylo dohodnuto, že na konferenci nevydají k této otázce veřejné prohlášení, ale že o ní bude diskutovat indonéský prezident Sukarno s Pavlem VI. během jeho návštěvy 12. října 1964. Na tomto setkání Sukarno varoval, že v případě přijetí dokumentu mohou být uzavřeny všechny vatikánské diplomatické mise v arabských zemích. Ve stejné době, kdy Sukarno navštívil Řím, podala palestinská delegace ve Vatikánu stížnost na tento dokument, neboť v něm spatřovala podporu sionismu v zastoupení, a to i přes ujištění Vatikánu, že dokument nemá politický charakter.

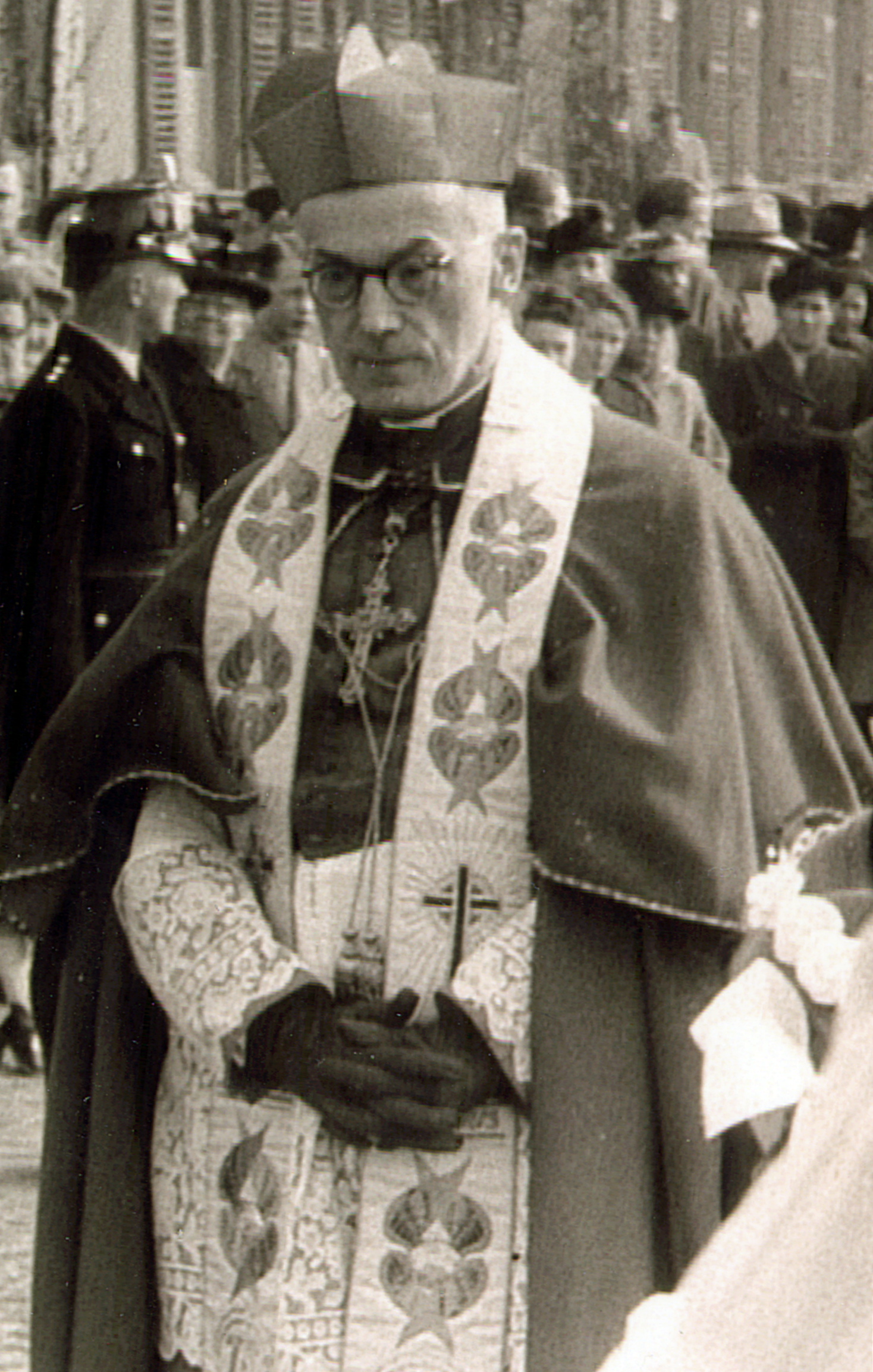
Kardinál Joseph Frings zorganizoval protestní dopis proti složkám římské kurie, které chtěly dokument zrušit během třetího zasedání.

Uprostřed této krize obdržel Bea 9. října 1964 dva dopisy od kardinála Pericla Feliciho, generálního sekretáře koncilu, které se týkaly dvou klíčových dokumentů pod záštitou SECU: „O náboženské svobodě“ a „O Židech a nekřesťanech“. V dopise se uvádí, že Pavel VI. chtěl, aby byl vypracován zcela nový text o náboženské svobodě, na jehož tvorbě se podílela smíšenější komise, do níž byli zapojeni arcibiskup Marcel Lefebvre (generální představený Otců Ducha svatého), kardinál Michael Browne, P. Aniceto Fernández Alonso (Generál dominikánského řádu) a kardinál Giovanni Colombo. Z těchto mužů se první tři stavěli k dokumentu jednoznačně nepřátelsky a poslední byl osobním oblíbencem Pavla VI. Židovská problematika by zatím nebyla řešena v samostatném dokumentu, ale stala by se součástí Schématu 13. I ten by byl přepracován smíšenější komisí, jejímiž členy by byli lidé z Beova sekretariátu a z naukové komise kardinála Alfreda Ottavianiho. Dva dopisy kardinála Feliciho „unikly“ Malachi Martinovi a staly se součástí článků v publikacích, jako jsou The New York Times.
Liberálové z řad Porýnské aliance a amerických kardinálů připravili memorandum, které bylo adresováno papeži, aby proti tomu co nejdůrazněji protestoval. V rezidenci kolínského kardinála Josepha Fringse se konalo shromáždění, kde se k petici připojila řada dalších kardinálů. K podporovatelům Fringsova návrhu, výslovně jmenovaným médii, patřili dlouhodobě zainteresovaní kardinálové Ritter, Meyer, König, Liénart a Lercaro spolu s kardinály Raúlem Silvou Henríquezem z Chile, Juliem Döpfnerem z Mnichova, Josephem-Charlesem Lefèbvrem z Bourges, Bernardem Johannesem Alfrinkem z Utrechtu a Leo Josephem Suenensem z Bruselu. To bylo velmi významné, protože se na něm podíleli tři ze čtyř moderátorů druhého vatikánského koncilu (pouze východní katolický moderátor, kardinál Gregorio Pietro Agagianian, se k němu nepřipojil). Chtěli, aby se do SECU vrátil židovský dokument a dokument o náboženské svobodě, chtěli si stěžovat, že konzervativní menšina již dokázala „rozmělnit“ některé radikálnější prvky v dokumentech, o nichž se již hlasovalo, a byli proti dalšímu odkládání koncilu (kolovaly zvěsti, že Pavel VI. chtěl koncil v jeho stávající podobě odložit o tři roky, aby témata, jichž se týkal, mohla dozrát pro čtvrté zasedání). S tímto memorandem v ruce se vedoucí frakce kardinál Frings sešel 13. listopadu 1964 s Pavlem VI., aby vyjádřil obavy liberálních koncilních otců. Frings požadoval, aby papež nezasahoval jednostranně (odvolával se na nedávná vítězství kolegiality) a dodržoval procedurální pravidla stanovená koncilem. Pavel VI. naznačil, že vezme v úvahu obavy, ale zároveň chtěl postupovat pomaleji, protože se domníval, že radikální kroky by zmátly a odcizily katolické věřící v místech, jako je Itálie, Španělsko a Latinská Amerika.
Nejen v této otázce, ale obecně bylo třetí zasedání II. vatikánského koncilu pro konzervativní frakci katastrofou, která vedla k předložení židovského dokumentu v září 1964. Bylo odhlasováno Lumen gentium, které schválilo kolegialitu a ženaté jáhny. Dekret Unitatis redintegratio umožňoval užší ekumenické vazby s nekatolíky a umožňoval všem pokřtěným „právo nazývat se křesťany“ a v některých případech schvaloval společné bohoslužby. Navrhovaný samostatný mariologický dokument, který měl prohlásit Pannu Marii za Prostřednici všech milostí (což by protestanti nepřijali), byl vyřazen a začleněn pod Lumen gentium. Kromě dokumentu o Židech byl stále nedořešen dokument hlásající náboženskou svobodu a na obzoru bylo také Schéma 13, přičemž debaty o nemyslitelných otázkách, jako je antikoncepce, kontrola porodnosti, výhrada svědomí, odzbrojení atd. již nebyly zcela mimo hru. Konzervativní menšina tak bojovala v týlu na mnoha frontách. Na setkání, které se konalo ve stejný den jako Fringsova audience u Pavla VI., se sešlo konzervativní uskupení Coetus Internationalis Patrum pod vedením arcibiskupa Geralda de Proença Sigauda, aby za účasti kardinála Ruffiniho projednalo, co dál. Byli si jisti, že Pavel VI. nikdy nedovolí samostatný židovský dokument kvůli sílícímu arabskému politickému tlaku, a rozhodli se, že v rozporu s tím, co stanovil kardinál Felici, budou pracovat proti tomu, aby byla židovská otázka zahrnuta do Schématu 13 (tento dokument, O církvi v moderním světě, měl projít, jen jeho konečné složení bylo stále ve hře, a pokud by pod ním byla židovská otázka, mohl by proklouznout). To by se ukázalo jako taktická chyba.

#### Černý čtvrtek, hlasování koncilních otců
Po těchto jednáních připravil SECU pod vedením Bea nový návrh, který byl pro liberály velmi příznivý. Z dokumentu byly vyškrtnuty všechny zmínky o konverzi Židů a vrátilo se odsuzující obvinění z „deicidy“. A to i přesto, že nesl dvojznačnější název, v němž již Židé nebyli výslovně zdůrazněni, s Deklarací o vztahu církve k nekřesťanským náboženstvím. Bea doufal, že Pavel VI. tomu bude příznivě nakloněn vzhledem ke své nadcházející návštěvě Bombaje v Indické republice, neboť vedle obecných prohlášení proti „diskriminaci“ byl zařazen i vstřícný komentář k hinduismu. Když se dokument dostal k posouzení teologické komisi kardinála Ottavianiho, komise jej odmítla zařadit do Schématu 13 a aniž by navrhla změny v textu, prostě jej vrátila SECU. Poté se vrátil zpět ke Koordinačnímu výboru kardinála Cicognaniho (který, technicky vzato, nemohl text měnit). Egyptské ministerstvo pro kulturu se o novém návrhu dozvědělo prostřednictvím konzervativních spojenců v Římě a 28. října 1964 připravovalo memorandum křesťanských představitelů v arabském světě proti němu. Cicognani, který chtěl dokument pozdržet, chtěl, aby bylo memorandum Egypta nejprve předloženo Pavlu VI. Memorandum se ptalo, proč se Řím postaví na stranu „10 milionů Židů oproti 100 milionům Arabů“, a nastolilo otázku židovské deicidy. Na druhé straně američtí kardinálové (kromě McIntyra) a moderátoři koncilu (z Porýnské aliance) stejně stupňovali diplomatický tlak.
Tlak amerických kardinálů (včetně amerických médií na jejich straně) a podpora většiny koncilních otců, stejně jako stále tvrdší přístup Egypťanů, ztěžovaly papeži možnost udělat cokoli jiného než nařídit tisk nové verze dokumentu. Cicognani s blížícím se koncem třetího zasedání otálel osm dní a navrhl manévr, podle něhož by se o třech „přirozených“ částech dokumentu hlasovalo jednotlivě; o hinduismu a buddhismu jako o první, o islámu jako o druhé a pak o kontroverznější a ostře sporné části o judaismu jako o třetí. Bylo rozhodnuto, že hlasování o dvou dokumentech, o které se nejvíce bojovalo, proběhne postupně: dokument O náboženské svobodě bude zveřejněn 17. listopadu 1964 a hlasování proběhne 19. listopadu, zatímco dokument Vztahy s nekřesťany bude zveřejněn 18. listopadu 1964 a hlasování bylo přislíbeno na 20. listopadu.

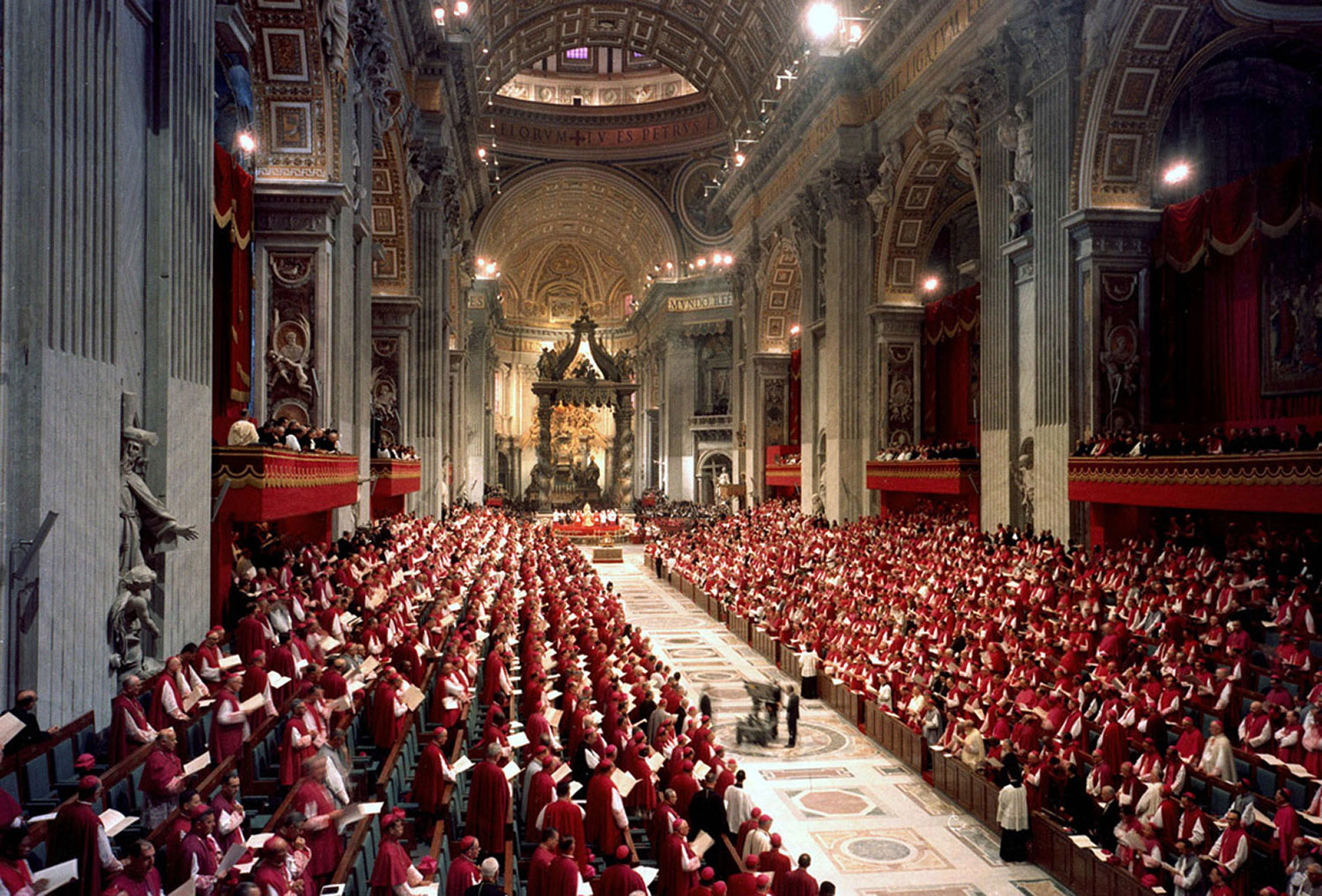
Fotografie ze zasedání Druhého vatikánského koncilu. Hlasování o dokumentu Vztahy s nekřesťany se nakonec uskutečnilo v listopadu 1964 a bylo přijato s podporou přibližně 89 % přítomných koncilních otců.

Za hlavní bitevní téma byl považován dokument  O náboženské svobodě a Vztazích s nekřesťany, který s ním úzce souvisel, ale navazoval na něj. Liberální a konzervativní frakce se v případě obou dokumentů do značné míry shodovaly a skutečně americký teolog John Courtney Murray, horlivě podporovaný většinou amerických kardinálů, předložil základní principy textu O náboženské svobodě. Ostře sporná povaha dokumentů vyvrcholila ve čtvrtek, který je známý jako černý čtvrtek nebo „den bomby“ (la bomba oggi). Když ve čtvrtek kardinál Eugène Tisserant povstal a oznámil, že se o tomto dokumentu nebude hlasovat, protože 250 až 300 členů si přálo jeho odložení, vypukla na půdě třetího zasedání vřava. Kardinálové Meyer a Ritter se u stolu předsedů Rady otevřeně pohádali s kardinály Sirim a Ruffinim a americký biskup Francis Frederick Reh, rektor Papežské severoamerické koleje (Pontifical North American College), vzal papír a zahájil mezi rozzlobenými biskupy petici, která získala 1 500 podporovatelů. Američané – kardinálové Ritter, Meyer a Leger – se vydali na konfrontaci s papežem. Pavel VI. sledoval dění na blízkém televizním okruhu a nechal povolat kardinála Feliciho, aby obnovil pořádek. Biskup Émile-Joseph De Smedt, významný liberální duchovní a talentovaný řečník, vystoupil na pódium a za potlesku přítomných věcně vysvětlil, jak, proč a kdo je zodpovědný za zdržení hlasování o dokumentu.
Papež, který rozhodl o tom, že hlasování o dokumentu O náboženské svobodě bude přerušeno do čtvrtého zasedání, nemohl couvnout, aby nepodkopal svou autoritu.A tak třetí zasedání vstoupilo do posledního dne hlasování hluboce rozděleno, s hlubokou frustrací liberální frakce a politickým, diplomatickým a mediálním nepřátelstvím států na obou stranách konfliktu studené války; Východu i Západu; nepřátelských vůči myšlence konfesního státu, namířeným proti Svatému stolci. Pokusy zavést uvolněnou atmosféru a obměkčit biskupy oznámením, že přítomným bude udělena zlatá medaile a že generálním představeným budou uděleny nové pravomoci, na tom mnoho nezměnily. Dokonce i nejhorlivější člen římské kurie, který se stavěl proti dokumentu o judaismu, kardinál Ruffini, v tomto okamžiku ustoupil od mezinárodního nepřátelství namířeného proti Svatému stolci v otázce náboženské svobody a připustil, aby se hlasovalo o dokumentu kardinála Bea Vztahy s nekřesťany, přičemž boj o „větší rybu“ O náboženské svobodě se podařilo odložit na další den. O různých náboženstvích by se nehlasovalo rozděleně, o všech částech dokumentu by se hlasovalo jako o jednom celku. Drtivá většina koncilních otců, 89 %, hlasovala pro dokument, čímž se na závěr třetího zasedání staly Vztahy s nekřesťany oficiálním dokumentem Druhého vatikánského koncilu. Samotný dokument ještě nebyl papežem promulgován, takže existovala možnost změny textu, ale nyní již nemohl být z koncilu vyřazen.

### Čtvrté zasedání Koncilu, 1964–1965
Ačkoli vedoucí představitelé židovské komunity ve Spojených státech byli z ukončení třetího zasedání nadšeni, přesná povaha textu nebyla pevně stanovena a v rámci pravidel Koncilu stále existoval prostor pro „nuance“ nebo „kvalifikaci“ konečného textu. Mezi ukončením třetího zasedání 21. listopadu 1964 a zahájením čtvrtého zasedání 14. září 1965 se objevilo několik sporů týkajících se této otázky. Za prvé, Luigi Maria Carli, biskup ze Segni (historicky významná diecéze v blízkosti Říma) a člen Coetus Internationalis Patrum napsal v únoru 1965 do svého diecézního časopisu článek s názvem La questione giudaica davanti al Concilio Vaticano II, který potvrzoval tradiční učení katolické církve v této věci: že stoupenci rabínského judaismu v době Kristově a dodnes nesou vinu za Kristův soud a ukřižování a že nad judaismem visí „Boží odsouzení“. Předseda Amerického židovského výboru tento článek označil za „antisemitský útok“. O několik týdnů později na pašijovou neděli sám Pavel VI. v rámci kázání při mši v Římě hovořil o roli, kterou při ukřižování Ježíše Krista sehráli tehdejší Židé (ke zklamání vrchního římského rabína Elia Toaffa).

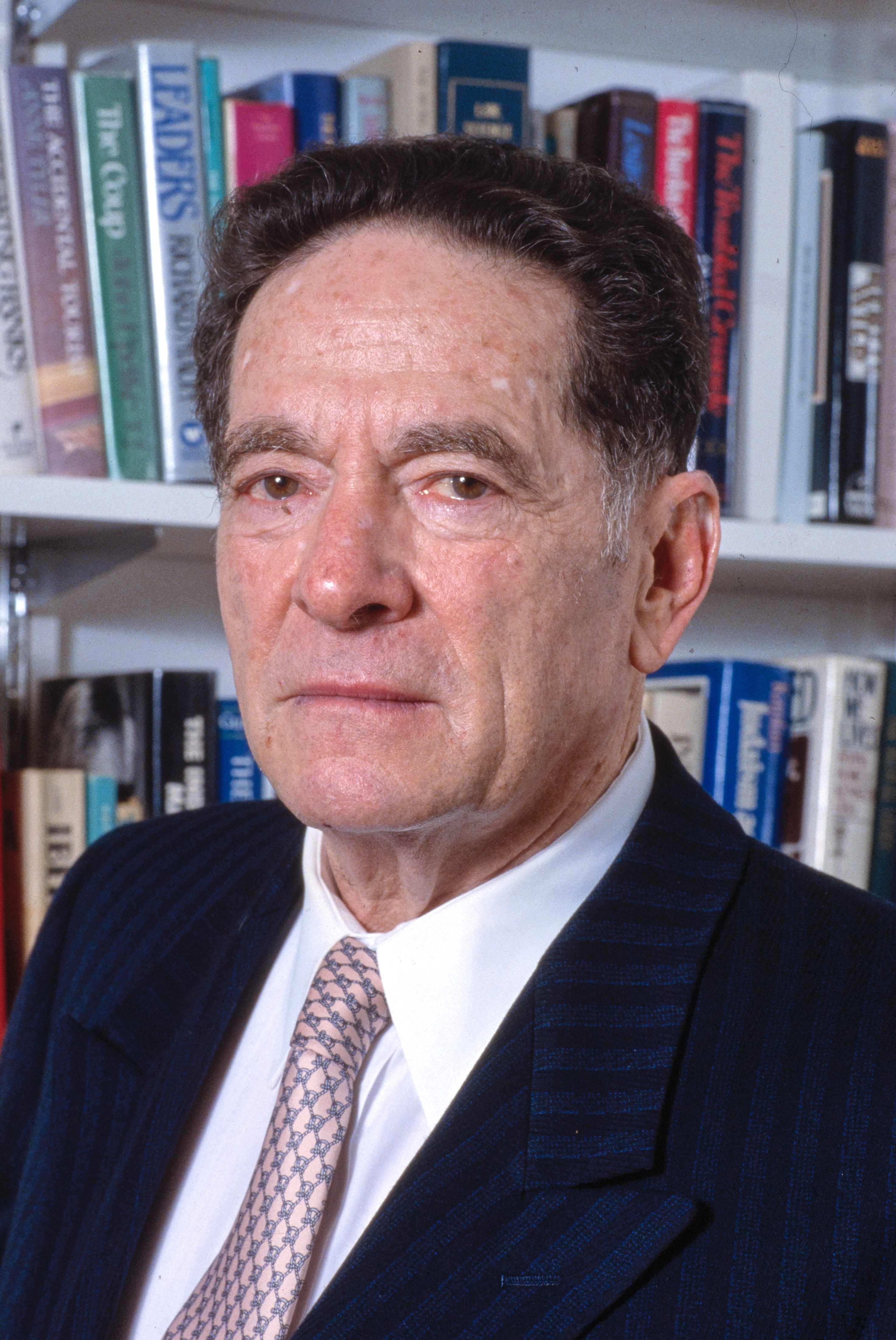
Kardinál Bea se setkal s Morrisem B. Abramem, předsedou Amerického židovského výboru, a snažil se ho uklidnit ohledně stavu dokumentu a aktuálních kontroverzích.

Nejvýznamnější ze všeho byla zpráva římského zpravodaje listu New York Times Roberta C. Dottyho, že Pavel VI. předal dokument čtyřem doktrinálním „konzultantům“, aby nebyl v rozporu s Písmem svatým a aby uklidnil arabské mínění. Kardinál Bea byl ten týden na návštěvě v New Yorku a tato tvrzení popřel s tím, že dokument stále spadá pod SECU a že se snažil vyjasnit případná nedorozumění s Morrisem B. Abramem z Amerického židovského výboru ohledně sporů o pašijové neděli a biskupa Carliho. Nicméně v květnu 1965 probíhaly v Římě diskuse o úpravách 4. kapitoly: z dokumentu bylo navždy vypuštěno slovo „deicida“ a Pavel VI. navíc navrhl upravit větu „lituje, ba odsuzuje nenávist a pronásledování Židů“ tak, aby z ní byla vyňata slova „skutečně odsuzuje“. Tyto změny byly odhlasovány a přijaty složkami Beova sekretariátu a bylo dosaženo konečné podoby dokumentu. V té době měl maronitský prezident Libanonu Charles Helou audienci u papeže, a proto vatikánský tiskový úřad kvůli fámám, které se dostaly přes Atlantik, vydal prohlášení, že prohlášení zůstává beze změny. V deníku New York Times vycházely články s pochybnými tvrzeními, že dokument je „ve stadiu studia“ (přitom již byl dokončen) a že od něj může být zcela upuštěno. Tyto a další podobné články vedly ke kritice církve ze strany Willema Visser 't Hoofta, protestantského šéfa Světové rady církví, který varoval, že pokud bude židovská otázka odstraněna, bude to mít důsledky pro ekumenismus. Podobně se AJC (American Jewish Committee) prostřednictvím osoby rabína Tanenbauma obrátila na Msgr. George G. Higginse, který obavy předal kardinálu Cushingovi. Německá koordinační rada společnosti pro křesťansko-judaistickou spolupráci (Deutscher Koordinierungsrat der Gesellschaften für Christlich-Jüdische Zusammenarbeit) rovněž zaslala do Říma dopis, v němž si stěžovala, že nyní došlo ke „krizi důvěry vůči katolické církvi.“
Dřívější strategie „taktických úniků“, do níž byl zapojen Malachi Martin, krtek AJC, který zásoboval New York Times a TIME, aby dokument posunul směrem, který si přála americká židovská komunita, již nebyla účinná: Martin byl v květnu a červnu 1965 zproštěn kněžských slibů u jezuitů. Na veřejnost se dostala konečná podoba dokumentu, která odhalila, že židovské prvky byly zmírněny. V tomto roce se odehrála řada významných událostí, které si získaly pozornost médií: v říjnu 1965 Pavel VI. jako první papež vystoupil na půdě OSN s výzvou „Už žádnou válku, už nikdy válku“. Při návštěvě Spojených států na mši svaté, které se na Yankee Stadium v New Yorku zúčastnilo 40 000 lidí (další miliony lidí ji sledovaly v televizi), Pavel VI. citoval Janovo evangelium – Jan 20, 19 (Kral, ČEP), v němž se uvádí, že „když byli učedníci ze strachu před Židy shromážděni za zavřenými dveřmi, přišel Ježíš, postavil se uprostřed nich a řekl: ,Pokoj vámʻ.“ Ačkoli bylo toto kázání zamýšleno jako přátelské poselství v „nejžidovštějším městě světa“, došlo k rozsáhlému nepochopení a mnozí Židé a liberální katolíci kázání kritizovali jako „nedomyšlené“ a spojovali ho s vývojem dokumentu o Židech. S blížícím se závěrečným hlasováním 14. října 1965 se židovská i arabská lobby snažily s dvojnásobným úsilím prosadit své záměry: Šuster z AJC chtěl „oslabení“ dokumentu zcela zvrátit, zatímco arabská strana předložila závěrečnou 28stránkovou žádost, v níž naléhala na katolické biskupy, aby zachránili víru před „komunismem a ateismem a židovsko-komunistickou aliancí.“
Ačkoli podoba konečného dokumentu, který měl být předložen na čtvrtém zasedání Druhého vatikánského koncilu, byla pro Shustera a Lichten z AJC, respektive B'nai B'rith, zklamáním, Higgins je přesvědčil, že je lepší „spokojit se s tím, co mohou dostat.“ Biskup Stephen Aloysius Leven dal svým přátelům z americké židovské komunity falešnou naději, že američtí biskupové by ještě mohli hlasovat proti nové verzi, ale když si uvědomili, že by tím jen přidali hlasy arabské a konzervativní straně, která si nepřála žádný dokument, od této taktiky upustili. V té době už byl dokonce i kardinál Bea spokojen s tím, že otázka „ deicidy“ byla vypuštěna, hlavně že byl dokument konečně promulgován. Kněz René Laurentin také sepsal pozdní žádost o posílení židovského aspektu dokumentu, ale v té době už byl odpor proti dalším revizím. V konečné podobě se pro dokument vyslovilo 1 763 biskupů a 250 jich bylo proti. Následně byl 28. října 1965 papežem Pavlem VI. promulgován jako Nostra aetate („V naší době“). Média ve Spojených státech a v Evropě následně přinesla senzační titulky jako „Vatikán omilostnil Židy“ nebo „Židé v Římě osvobozeni“, přestože otázka deicidy byla z dokumentu vypuštěna. Mezitím AJC a B'nai B'rith připravily diplomatická prohlášení, v nichž se snažily soustředit na to, co považovaly za pozitivní, a zároveň vyjádřily zklamání nad tím, že některé z největších problémů byly vypuštěny a dokument byl oproti předchozím verzím značně oslaben. Nejhlasitějším kritikem byl rabín Heschel, který označil vyhýbání se řešení otázky deicidy za „akt pocty satanovi.“

## Shrnutí
Hlavní články: Katolická církev a judaismus a Katolická církev a islám
V úvodu dokumentu se uvádí:
V naší době se lidstvo stále více sjednocuje a přibývá vzájemných vztahů mezi různými národy. Církev proto pozorněji uvažuje o tom, jaký je její vztah k nekřesťanským náboženstvím. V souvislosti se svým úkolem podporovat jednotu a lásku mezi lidmi a také mezi národy zaměřuje pozornost především na to, co mají lidé společného a co je vede k vzájemné pospolitosti.
Klíčový výrok o jiných vírách zní: „Katolická církev neodmítá nic, co je v těchto náboženstvích pravdivé a svaté. S upřímnou úctou se dívá na ty způsoby chování a života, na ta přikázání a učení, která se sice v mnoha ohledech liší od těch, která ona zastává a předkládá, ale přesto často odrážejí paprsek pravdy, který osvěcuje všechny lidi.“
Nostra aetate zkoumala mimo jiné hinduismus a buddhismus a prohlásila, že církev „neodmítá nic, co je pravdivé a svaté“ v jiných náboženstvích.
Náboženská svoboda se stala novou součástí katolického učení s II. vatikánským koncilem a touto deklarací. Nostra aetate prohlásila, že v jiných náboženstvích existují pozitivní prvky a že náboženské stereotypy a předsudky lze překonat prostřednictvím mezináboženského dialogu. Papež František řekl: „Od lhostejnosti a odporu jsme se obrátili ke spolupráci a dobré vůli. Z nepřátel a cizinců jsme se stali přáteli a bratry.“
Závěrečný odstavec vyzývá katolíky, aby navázali „dialog a spolupráci“ s příslušníky jiných náboženství.
Popisuje věčné otázky, které lidi pronásledují od počátku, a způsob, jakým se na ně snaží odpovědět různé náboženské tradice. 
Uvádí některé odpovědi, které na tyto filozofické otázky navrhli někteří hinduisté, buddhisté a příslušníci jiných náboženství. Upozorňuje na ochotu katolické církve přijmout některé pravdy přítomné v jiných náboženstvích, pokud odrážejí katolické učení a mohou vést duše ke Kristu. 
Ve třetí části se dále uvádí, že katolická církev si muslimů váží, a pokračuje popisem některých věcí, které má islám s křesťanstvím společné: uctívání jediného Boha, Stvořitele nebe a země, milosrdného a všemohoucího, který promluvil k lidem; úcta muslimů k Abrahámovi a Marii a velká úcta k Ježíši, kterého považují za proroka, nikoli za Boha. Synoda vyzvala všechny katolíky a muslimy, aby zapomněli na nepřátelství a rozdíly z minulosti a spolupracovali na vzájemném porozumění a prospěchu. Některá z těchto témat se opakují ve druhé kapitole Lumen gentium.
Čtvrtá část textu se zabývá Židy. V textu se opakuje tradiční učení, že katolická církev spatřuje počátky své víry v patriarších a prorocích starého Izraele. Uvádí se zde také, že apoštolové a mnozí z prvních učedníků Ježíše Krista při založení katolické církve měli své kořeny v tehdejších Židech, a to navzdory skutečnosti, že „Jeruzalém neuznával dobu svého navštívení a Židé ve velkém počtu nepřijali evangelium; ba dokonce nemálo z nich se stavělo proti jeho šíření“. Nejvýznamnějším odklonem dokumentu od předchozích přístupů bylo, že „tato posvátná synoda chce podporovat a doporučovat ono vzájemné porozumění a úctu, které jsou plodem především biblických a teologických studií, jakož i bratrských dialogů“. Tím se otevřela cesta ke katolicko-židovskému mezináboženskému dialogu v následujících desetiletích po II. vatikánském koncilu způsobem, který předtím nebyl běžný. 
Konečný text Nostra aetate, promulgovaný v roce 1965, v otázce židovské deicidy (tj. židovské viny za proces a ukřižování Ježíše Krista) neobsahoval výslovně slovo „deicida“, jak tomu bylo v některých dříve navržených verzích. V této otázce se v dokumentu říká, že „to, co se stalo při jeho umučení, nemůže být kladeno za vinu všem tehdy žijícím Židům bez rozdílu, ani dnešním Židům“. Vyloučení konkrétního termínu „deicida“ a textová nejednoznačnost, která je výsledkem ostrých debat na koncilu, je taková, že text byl vykládán různými způsoby: „nelze obvinit všechny Židy bez rozdílu“ umožňuje konzervativcům prezentovat, že Židé, kteří se stali křesťany, tehdy i později, nebyli vinni, zatímco jiní to prezentují jako zproštění viny Židů z deicidy jako celku. V době jeho vyhlášení liberální elementy v rámci SECU a amerických židovských organizací považovaly konečnou verzi textu za porážku svého postoje v této otázce.
V otázce antisemitismu se v dokumentu píše, že církev „zavrhuje nenávist, pronásledování a projevy antisemitismu namířené proti Židům v jakékoli době a kýmkoli“. V dřívějších verzích textu se uvádělo, že jej „odsuzuje“, ale to bylo z konečné verze odstraněno.
V páté části se uvádí, že všichni lidé jsou stvořeni k Božímu obrazu a že „církev tedy zavrhuje jako cizí Kristovu smýšlení jakoukoli diskriminaci nebo jakékoli utiskování lidí pro jejich rasu nebo barvu pleti, sociální postavení nebo náboženství“.

## Opozice
Nostra aetate spolu s navazujícími dokumenty Dignitatis humanae (O náboženské svobodě), Unitatis redintegratio (O ekumenismu) a Lumen gentium (Církev) patří k dokumentům II. vatikánského koncilu, které jsou tradičními katolíky často podrobovány nejostřejší kritice. Ústředním obviněním ze strany tradicionalistických katolíků je, že tyto dokumenty vyjadřují a podporují ducha  náboženského indiferentismu, tj. že odrazují od konverze nekatolíků (což je v rozporu s katolickým učením Extra Ecclesiam nulla salus, a tedy v tomto kontextu, vylučují z možnosti dosáhnout věčné spásy), že také odrazují nebo matou ty, kteří již katolíky jsou, tím, že naznačují, že jiná náboženství mohou mít platnost a že existuje radikální diskontinuita s tím, co katolická církev již magisteriálně hlásala o nekřesťanských náboženstvích.
Výrok „Klanějí se jedinému Bohu, živému a existujícímu v sobě samém, milosrdnému a všemohoucímu, Stvořiteli nebe a země“, byl SSPX obviněn z toho, že je v kontextu katolického učení výslovně chybný, a to vzhledem k tomu, že katolická církev definuje jediného Boha v Apoštolském vyznání víry a v Nicejském vyznání víry jako Nejsvětější Trojici (islámské učení výslovně odmítá božství Ježíše Krista a neuznává Ducha svatého jako Boha) a Písmo svaté, v Janově evangeliu – Jan 14, 6 (Kral, ČEP): Ježíš Kristus prohlašuje: „Nikdo nepřichází k Otci než skrze mne“. V dokumentu se také uvádí: „Církev si váží s úctou také muslimů“, což tradicionalisté namítali, že je nevhodné uvádět v církevním dokumentu, a tvrdili, že ve všech hlavních islámských školách fiqh je trestem smrti pro muslima muže přestup ke katolické církvi a že islámské právo řadí křesťanské nemuslimské národy do kategorie dar al-harb („dům války“).

## Pokoncilní vývoj
Vatikánská komise pro mezináboženské vztahy se Židy vydala koncem roku 1974 pokyny a návrhy k provádění koncilní deklarace Nostra aetate. Komise později v roce 1985 vydala Poznámky o správném způsobu prezentace Židů a judaismu ve výuce a katechezi římskokatolické církve.
Kongres USA přijal rezoluci, v níž vzal na vědomí čtyřicáté výročí Nostra aetate.
Vatikánská komise pro náboženské vztahy se Židy vydala nový dokument, který se zabývá nevyřešenými teologickými otázkami v jádru křesťansko-židovského dialogu. Dokument nese název Boží dary a povolání jsou neodvolatelné a byl vydán u příležitosti 50. výročí průlomové deklarace Nostra aetate.
Sayyid Syeed, národní ředitel Úřadu pro mezináboženské a komunitní aliance Islámské společnosti Severní Ameriky (Islamic Society of North America), u příležitosti padesátého výročí vydání dokumentu upozornil, že Nostra aetate byla vydána v době hnutí za občanská práva ve Spojených státech v 60. letech, v době, kdy na univerzitních kampusech vznikala islámská centra a studentské skupiny, a od těchto skromných počátků „katolická církev vystupovala jako velký bratr“, který chápe náboženskou menšinu, což přetrvává i po teroristických útocích z 11. září, kdy jim církev otevřela své dveře uprostřed rostoucí islamofobie.